# Якоб I фон Баден
Якоб I (на немски: Jakob I von Baden; * 15 март 1407, Хахберг; † 13 октомври 1453, Мюлбург) от род Церинги, е маркграф на Баден от 1431 до 1453 г.

## Живот
Той е първият син на маркграф Бернхард I фон Баден (1364 – 1431) и третата му съпруга Анна фон Йотинген (1380 – 1436), дъщеря на граф Лудвиг XII фон Йотинген († 1440) и първата му съпруга графиня Беатрикс фон Хелфенщайн († 1385/1388)..
Якоб I е много религиозен и подарява църкви и през 1426 г. – манастир Фремерсберг при Баден-Баден. Като млад той е управител на собственостите на Хоенберг, и на 24 години поема управлението на Баден. Той е уважаван заради справедливостта си от князете, също и от двамата императори, при които служи, Сигизмунд Люксембургски и Фридрих III.
Якоб I резидира в замъка Хоенбаден над термалните бани на град Баден-Баден. Той прави от замъка дворец с повече от 100 големи, много красиви помещения.
Якоб I има конфликти за наследството със сестра си Агнес (* 1408, † януари 1473) и загубва претенциите си за Шлезвиг. Той я затваря доживотно в замък Еберщайнбург.
През 1437 г. той получава според Спонхаймския договор собствености на Мозел. През 1442 г. купува за 30 000 гулдена половината на Господство Лар и Малберг от наследниците на Валтер фон Геролдсек.

## Фамилия
Якоб I се жени на 25 юли 1422 г. за Катарина от Лотарингия (* 1407, † 1 март 1439), втората дъщеря на херцог Карл II от Горна Лотарингия (1364 – 1431) от фамилията Дом Шатеноа и съпругата му Маргарете от Пфалц (1376 – 1434), дъщеря на крал Рупрехт от род Вителсбахи и на Елизабет от Хоенцолерн. Тя е по-малка сестра на херцогиня Изабела Лотарингска. Те имат децата:
- Карл I (1427 – 1475), маркграф на Баден
- Бернхард II (1428 – 1458), маркграф на Баден, блажен
- Йохан II (1430 – 1503), маркграф на Баден, от 1456 г. архиепископ на Трир
- Георг (1433 – 1484), маркграф на Баден (1453 – 1454), от 1459 г. епископ на Мец
- Маркус (1434 – 1478), каноник в епископия Лиеж
- Маргарета (1431 – 1457), ∞ 1446 за Албрехт III фон Бранденбург
- Матилда († 1485), абатеса в Трир

- Рудолф, извънбрачен син, комтур на Юберлинген